# 소녀가 소녀에게
《소녀가 소녀에게》(일본어: 少女邂逅, 영어: Girls Encounter)는 2018년 6월에 개봉한 일본의 드라마 영화이다. 에다 유카가 감독과 각본을 맡았다. 일본은 2018년 6월 30일에 대한민국은 2020년 1월 9일에 개봉되었다.

## 줄거리
반에서 왕따를 당하는 고등학생 미유리에게 위로가 되어준 유일한 친구는 작은 누에 츠무기. 그러나 미유리를 왕따 시키는 아이는 츠무기의 존재를 알아차리고 없애버린다. 절망하는 미유리에게 토미타 츠무기라는 신비로운 소녀가 전학을 오게 되는데...

## 출연진
- 호시 모에카 - 오하라 미유리 역
- 모토라 세리나 - 토미타 츠무기 역
- 마츠우라 유야 - 츠무기 아버지 역
- 마츠자와 타쿠미 - 시노자키 노보루 역
- 스기야마 타쿠야
- 츠치야마 아카네
- 아키바 미츠키
- 콘도 에미나
- 사이키 히카루
- 사토우치 카나
- 네야 료카